# Batalla de Simbach
La batalla de Simbach el 9 de mayo de 1743, tuvo lugar durante la guerra de sucesión austríaca cerca de Simbach am Inn. Terminó con una grave derrota para las tropas bávaras. 

## Consecuencias
En total, entre muertos, capturados bávaros, palatinos y hessianos la cifra de bajas aumento a unos 4.000 hombres, los austriacos perdieron unos 100 hombres. Simbach fue completamente destrozada, excepto por una casa, y el área cercana fue devastada igualmente. Braunau tuvo que ser entregada el 4 de julio. Poco después, las ciudades de Dingolfing, Landauy Deggendorf, ocupadas por los franceses, también fueron tomadas por los austriacos.